# True Blood: Music from the HBO Original Series Volume 2
True Blood: Music from the HBO Original Series Volume 2 è la seconda compilation di canzoni incluse nella seconda stagione della serie televisiva True Blood, nata dalla collaborazione tra Elektra Records e il network HBO.
Come nella precedente colonna sonora, anche in questa compilation sono presenti artisti della scena country rock americana, come Bob Dylan che ha donato la sua Beyond Here Lies Nothin', estratta dall'album Together Through Life. Della compilation fanno parte anche alcuni inediti che vari artisti hanno regalato per la seconda stagione della serie, come Bad Blood, il duetto Kiss Like Your Kiss di Lucinda Williams e Elvis Costello, M. Ward con una cover di Howlin' For My Baby di Howlin' Wolf oltre a How to Become Clairvoyant di Robbie Robertson.
La compilation ha ottenuto due candidature ai Grammy Awards, nella categoria "Best Compilation Soundtrack Album For Motion Picture Television Or Other Visual Media" e nella categoria "Best Song Written For Motion Picture, Television Or Other Visual Media" per il brano Kiss Like Your Kiss di Lucinda Williams e Elvis Costello.

## Tracce
1. Howlin' For My Baby – M. Ward feat. Jordan Hudson & Mike Coykendall - 3:00
2. Evil (Is Going On) – Jace Everett & C.C. Adcock - 3:02
3. Bad Blood – Beck - 3:27
4. How To Become Clairvoyant – Robbie Robertson - 6:13
5. Shake And Fingerpop – Jr. Walker & The All Stars - 2:43
6. Frenzy – Screamin' Jay Hawkins - 2:10
7. Kiss Like Your Kiss – Lucinda Williams & Elvis Costello - 3:50
8. Gasoline And Matches – Buddy & Julie Miller - 3:12
9. You Did (Bomp Shooby Dooby Bomp) – Chuck Prophet - 4:29
10. You're Gonna Miss Me – The 13th Floor Elevators - 2:27
11. Fresh Blood – Eels - 4:23
12. The Forgotten People (Bon Temps Remix) – Thievery Corporation - 3:12
13. New World In My View – King Britt & Sister Gertrude Morgan - 5:31
14. Beyond Here Lies Nothin' – Bob Dylan - 3:50